# Shanna Collins
Shanna Dophalene Collins (née le 10 juin 1983) est une actrice américaine.

## Filmographie partielle

### Cinéma
- 2008 : La Malédiction de Molly Hartley (The Haunting of Molly Hartley) : Alexis White
- 2013 : Breaking the Girls : Brooke Potter
- 2018 : La Petite Sirène (The Little Mermaid) de Blake Harris : Thora

### Télévision
- 2005 : Esprits criminels (Criminal Minds) (saison 1, épisode 10 : La Face cachée du Diable) : Brandy
- 2007 : Without a Trace : Jen
- 2008 : Swingtown : Laurie Miller
- 2008 : CSI: Miami : Jessica Davis
- 2009 : Castle (saison 2, épisode 03) : Rina
- 2013 : CSI: NY : Jessica Davis
- 2014 : Bones : Tabitha Coleman